# Düsseldorfer Turn- und Sportverein Fortuna 1895 1977-1978
Questa voce raccoglie le informazioni riguardanti il Düsseldorfer Turn- und Sportverein Fortuna 1895 nelle competizioni ufficiali della stagione 1977-1978.

## Stagione
Nella stagione 1977-1978 il Fortuna Düsseldorf, allenato da Dietrich Weise, concluse il campionato di Bundesliga al 5º posto. In Coppa di Germania il Fortuna Düsseldorf perse la finale con dal Colonia.

## Rosa
| N. |                     | Ruolo | Calciatore          |
| -- | ------------------- | ----- | ------------------- |
|    | Germania (bandiera) | P     | Jörg Daniel         |
|    | Germania (bandiera) | P     | Wilfried Woyke      |
|    | Germania (bandiera) | D     | Heiner Baltes       |
|    | Germania (bandiera) | D     | Reinhold Fanz       |
|    | Germania (bandiera) | D     | Egon Köhnen         |
|    | Germania (bandiera) | D     | Gerd Zimmermann     |
|    | Germania (bandiera) | C     | Rudolf Bommer       |
|    | Germania (bandiera) | C     | Dieter Brei         |
|    | Germania (bandiera) | C     | Ralf Dusend         |
|    | Austria (bandiera)  | C     | Josef Hickersberger |

| N. |                      | Ruolo | Calciatore      |
| -- | -------------------- | ----- | --------------- |
|    | Germania (bandiera)  | C     | Hubert Schmitz  |
|    | Germania (bandiera)  | C     | Josef Weikl     |
|    | Germania (bandiera)  | C     | Gerd Zewe       |
|    | Germania (bandiera)  | C     | Herbert Zimmer  |
|    | Germania (bandiera)  | A     | Klaus Allofs    |
|    | Germania (bandiera)  | A     | Thomas Allofs   |
|    | Danimarca (bandiera) | A     | Flemming Lund   |
|    | Germania (bandiera)  | A     | Wolfgang Seel   |
|    | Germania (bandiera)  | A     | Detlev Szymanek |

## Organigramma societario
Area tecnica
- Allenatore: Dietrich Weise
- Allenatore in seconda: Hans-Dieter Tippenhauer
- Preparatore dei portieri:
- Preparatori atletici:

## Calciomercato

### Sessione estiva
| Acquisti | Acquisti       | Acquisti           | Acquisti |
| R.       | Nome           | da                 | Modalità |
| -------- | -------------- | ------------------ | -------- |
| D        | Reinhold Fanz  | Wuppertal          |          |
| A        | Flemming Lund  | Rot-Weiss Essen    |          |
| C        | Josef Weikl    | SC Zwiesel         |          |
| C        | Herbert Zimmer | Schwarz-Weiß Essen |          |

| Cessioni | Cessioni      | Cessioni       | Cessioni |
| R.       | Nome          | a              | Modalità |
| -------- | ------------- | -------------- | -------- |
| P        | Kurt Büns     | Weseler SV     |          |
| D        | Gerhard Busch | Bocholt        |          |
| A        | Reiner Geye   | Kaiserslautern |          |

### Sessione invernale
| Acquisti | Acquisti | Acquisti | Acquisti |
| R.       | Nome     | da       | Modalità |
| -------- | -------- | -------- | -------- |

| Cessioni | Cessioni | Cessioni | Cessioni |
| R.       | Nome     | a        | Modalità |
| -------- | -------- | -------- | -------- |

## Risultati

### Bundesliga

#### Girone di andata
| Arbitro: | Wichmann |

|                                              |           |            |
| Seel 29’ Lund 49’, 58’ Brei 70’ Szymanek 76’ | Marcatori | 2’ Willmer |

| Arbitro: | Klauser |

|                          |           |          |
| Røntved 18’ Konschal 68’ | Marcatori | 85’ Seel |

| Arbitro: | Biwersi |

|                                                  |           |                       |
| Allofs 48’, 54’ Zimmermann 82’ Hickersberger 86’ | Marcatori | 45’ Janzon 66’ Müller |

| Arbitro: | Dreher |

|                   |           |  |
| Breitner 67’, 73’ | Marcatori |  |

| Arbitro: | Walther |

|                           |           |                   |
| Zimmermann 40’ Bommer 83’ | Marcatori | 31’ (rig.) Lorant |

| Arbitro: | Horstmann |

|             |           |  |
| Kremers 19’ | Marcatori |  |

| Arbitro: | Aldinger |

|                                |           |                    |
| Kaltz 26’ (aut.) Seel 47’, 82’ | Marcatori | 85’ (rig.) Volkert |

| Arbitro: | Meuser |

|                 |           |                              |
| Burgsmüller 67’ | Marcatori | 75’ Hickersberger 89’ Bommer |

| Arbitro: | Eschweiler |

|           |           |                                         |
| Bommer 3’ | Marcatori | 15’ Simonsen 21’ Wimmer 71’ (aut.) Brei |

| Berlino 1º settembre 1977, ore 15:30 CEST 10ª giornata | Hertha Berlino | 0 – 0 referto | Fortuna Düsseldorf | Stadio Olimpico (10 000 spett.)\| Arbitro: \| Messmer \| |
| Arbitro:                                               | Messmer        |               |                    |                                                          |

| Düsseldorf 12 ottobre 1977, ore 20:00 CET 11ª giornata | Fortuna Düsseldorf | 0 – 0 referto | Duisburg | Rheinstadion (20 000 spett.)\| Arbitro: \| Walz \| |
| Arbitro:                                               | Walz               |               |          |                                                    |

| Arbitro: | Ohmsen |

|  |           |            |
|  | Marcatori | 6’ Schmitz |

| Arbitro: | Roth |

|                    |           |               |
| Zimmermann 1’, 84’ | Marcatori | 13’ Grabowski |

| Arbitro: | Glasneck |

|                                                   |           |                        |
| Toppmöller 48’ (rig.) Baltes 53’ (aut.) Meier 68’ | Marcatori | 14’ Schmitz 35’ Köhnen |

| Arbitro: | Jensen |

|                 |           |  |
| Brei 71’ (rig.) | Marcatori |  |

| Arbitro: | Dölfel |

|                      |           |                 |
| Oswald 19’ Sturz 83’ | Marcatori | 88’ (rig.) Brei |

| Arbitro: | Walther |

|                |           |          |
| Zimmermann 24’ | Marcatori | 60’ Holz |

#### Girone di ritorno
| Arbitro: | Meuser |

|            |           |  |
| Neumann 9’ | Marcatori |  |

| Arbitro: | Messmer |

|                        |           |  |
| Hickersberger 53’, 67’ | Marcatori |  |

| Monaco di Baviera 7 gennaio 1978, ore 15:30 CET 20ª giornata | Bayern Monaco | 0 – 0 referto | Fortuna Düsseldorf | Stadio Olimpico (13 000 spett.)\| Arbitro: \| Jensen \| |
| Arbitro:                                                     | Jensen        |               |                    |                                                         |

| Arbitro: | Walz |

|                     |           |  |
| Allofs 24’ Seel 58’ | Marcatori |  |

| Arbitro: | Aldinger |

|               |           |            |
| Stegmayer 35’ | Marcatori | 64’ Zimmer |

| Arbitro: | Frickel |

|                   |           |             |
| Hickersberger 64’ | Marcatori | 50’ Fischer |

| Arbitro: | Klauser |

|  |           |                              |
|  | Marcatori | 15’ Zewe 51’ Allofs 87’ Seel |

| Arbitro: | Schmoock |

|          |           |  |
| Lund 56’ | Marcatori |  |

| Arbitro: | Horstmann |

|                                   |           |                     |
| Kulik 74’ Bonhof 79’ Heynckes 83’ | Marcatori | 12’ Allofs 47’ Zewe |

| Düsseldorf 25 febbraio 1978, ore 15:30 CET 27ª giornata | Fortuna Düsseldorf | 0 – 0 referto | Hertha Berlino | Rheinstadion (24 000 spett.)\| Arbitro: \| Luca \| |
| Arbitro:                                                | Luca               |               |                |                                                    |

| Duisburg 4 marzo 1978, ore 15:30 CET 28ª giornata | Duisburg | 0 – 0 referto | Fortuna Düsseldorf | Wedaustadion (15 000 spett.)\| Arbitro: \| Gabor \| |
| Arbitro:                                          | Gabor    |               |                    |                                                     |

| Arbitro: | Linn |

|                       |           |  |
| Köhnen 69’ Allofs 82’ | Marcatori |  |

| Arbitro: | Engel |

|                                           |           |  |
| Nickel 24’ Hölzenbein 45’ Wenzel 64’, 67’ | Marcatori |  |

| Arbitro: | Messmer |

|                                       |           |             |
| Weikl 3’ Seel 13’ Baltes 42’ Zewe 63’ | Marcatori | 43’ Briegel |

| Arbitro: | Ohmsen |

|              |           |                |
| Ohlicher 67’ | Marcatori | 87’ Zimmermann |

| Arbitro: | Klauser |

|                               |           |                |
| Seel 2’ Baltes 29’ Zimmer 88’ | Marcatori | 20’ Beverungen |

| Arbitro: | Jensen |

|                              |           |            |
| Trimhold 46’ Abel 50’ (rig.) | Marcatori | 32’ Allofs |

### Coppa di Germania
| Arbitro: | Quindeau |

|                  |           |                                                              |
| Fuchs 67’ (rig.) | Marcatori | 16’ Lund 18’ Baltes 28’ (rig.) Brei 44’, 45’ Allofs 80’ Zewe |

| Arbitro: | Messmer |

|                                       |           |                 |
| Allofs 49’ Brei 63’ (rig.) Bommer 87’ | Marcatori | 33’ Burgsmüller |

| Arbitro: | Frickel |

|                                                     |           |           |
| Szymanek 38’, 82’ Brei 41’ (rig.) Hickersberger 53’ | Marcatori | 69’ Ehmke |

| Arbitro: | Engel |

|                              |           |           |
| Brei 20’ Allofs 43’ Seel 63’ | Marcatori | 75’ Erler |

| Arbitro: | Kindervater |

|               |           |                 |
| Abramczik 57’ | Marcatori | 74’ (rig.) Brei |

| Arbitro: | Linn |

|            |           |  |
| Köhnen 69’ | Marcatori |  |

| Arbitro: | Waltert |

|                                             |           |          |
| Zimmermann 12’ Brei 14’ Lund 42’ Baltes 89’ | Marcatori | 10’ Worm |

| Arbitro: | Redelfs |

|                           |           |  |
| Cullmann 71’ van Gool 90’ | Marcatori |  |

## Statistiche

### Statistiche di squadra
| Competizione      | Punti | In casa | In casa | In casa | In casa | In casa | In casa | In trasferta | In trasferta | In trasferta | In trasferta | In trasferta | In trasferta | Totale | Totale | Totale | Totale | Totale | Totale | DR  |
| Competizione      | Punti | G       | V       | N       | P       | Gf      | Gs      | G            | V            | N            | P            | Gf           | Gs           | G      | V      | N      | P      | Gf     | Gs     | DR  |
| ----------------- | ----- | ------- | ------- | ------- | ------- | ------- | ------- | ------------ | ------------ | ------------ | ------------ | ------------ | ------------ | ------ | ------ | ------ | ------ | ------ | ------ | --- |
| Bundesliga        | 39    | 17      | 12      | 4       | 1       | 34      | 13      | 17           | 3            | 5            | 9            | 15           | 23           | 34     | 15     | 9      | 10     | 49     | 36     | +13 |
| Coppa di Germania | -     | 5       | 5       | 0       | 0       | 15      | 4       | 3            | 1            | 1            | 1            | 7            | 4            | 8      | 6      | 1      | 1      | 22     | 8      | +14 |
| Totale            | 39    | 22      | 17      | 4       | 1       | 49      | 17      | 20           | 4            | 6            | 10           | 22           | 27           | 42     | 21     | 10     | 11     | 71     | 44     | +27 |

### Andamento in campionato
| Giornata  | 1 | 2 | 3 | 4 | 5 | 6 | 7 | 8 | 9 | 10 | 11 | 12 | 13 | 14 | 15 | 16 | 17 | 18 | 19 | 20 | 21 | 22 | 23 | 24 | 25 | 26 | 27 | 28 | 29 | 30 | 31 | 32 | 33 | 34 |
| --------- | - | - | - | - | - | - | - | - | - | -- | -- | -- | -- | -- | -- | -- | -- | -- | -- | -- | -- | -- | -- | -- | -- | -- | -- | -- | -- | -- | -- | -- | -- | -- |
| Luogo     | C | T | C | T | C | T | C | T | C | T  | C  | T  | C  | T  | C  | T  | C  | T  | C  | T  | C  | T  | C  | T  | C  | T  | C  | T  | C  | T  | C  | T  | C  | T  |
| Risultato | V | P | V | P | V | P | V | V | P | N  | N  | V  | V  | P  | V  | P  | N  | P  | V  | N  | V  | N  | N  | V  | V  | P  | N  | N  | V  | P  | V  | N  | V  | P  |
| Posizione | 1 | 5 | 1 | 6 | 5 | 9 | 4 | 3 | 8 | 7  | 8  | 6  | 4  | 5  | 4  | 4  | 5  | 8  | 7  | 7  | 6  | 5  | 5  | 4  | 3  | 4  | 5  | 4  | 3  | 5  | 5  | 5  | 3  | 5  |

Legenda:

Luogo: C = Casa; T = Trasferta. Risultato: V = Vittoria; N = Pareggio; P = Sconfitta.

### Statistiche dei giocatori
| Giocatore        | Bundesliga | Bundesliga | Bundesliga  | Bundesliga | Coppa di Germania | Coppa di Germania | Coppa di Germania | Coppa di Germania | Totale   | Totale | Totale      | Totale     |
| Giocatore        | Presenze   | Reti       | Ammonizioni | Espulsioni | Presenze          | Reti              | Ammonizioni       | Espulsioni        | Presenze | Reti   | Ammonizioni | Espulsioni |
| ---------------- | ---------- | ---------- | ----------- | ---------- | ----------------- | ----------------- | ----------------- | ----------------- | -------- | ------ | ----------- | ---------- |
| K. Allofs        | 30         | 7          | 4           | 1          | 8                 | 4                 | 1                 | 0                 | 38       | 11     | 5           | 1          |
| T. Allofs        | 0          | 0          | 0           | 0          | 0                 | 0                 | 0                 | 0                 | 0        | 0      | 0           | 0          |
| H. Baltes        | 34         | 2          | 4           | 0          | 8                 | 2                 | 0                 | 0                 | 42       | 4      | 4           | 0          |
| R. Bommer        | 19         | 3          | 0           | 0          | 2                 | 1                 | 0                 | 0                 | 21       | 4      | 0           | 0          |
| D. Brei          | 34         | 3          | 1           | 0          | 8                 | 6                 | 1                 | 0                 | 42       | 9      | 2           | 0          |
| J. Daniel        | 29         | 0          | 0           | 0          | 6                 | 0                 | 0                 | 0                 | 35       | 0      | 0           | 0          |
| R. Dusend        | 1          | 0          | 0           | 0          | 0                 | 0                 | 0                 | 0                 | 1        | 0      | 0           | 0          |
| R. Fanz          | 15         | 0          | 4           | 0          | 3                 | 0                 | 0                 | 0                 | 18       | 0      | 4           | 0          |
| J. Hickersberger | 27         | 5          | 4           | 0          | 7                 | 1                 | 2                 | 0                 | 34       | 6      | 6           | 0          |
| E. Köhnen        | 23         | 2          | 1           | 0          | 4                 | 1                 | 0                 | 0                 | 27       | 3      | 1           | 0          |
| F. Lund          | 33         | 3          | 2           | 0          | 7                 | 2                 | 0                 | 0                 | 40       | 5      | 2           | 0          |
| H. Schmitz       | 19         | 2          | 1           | 0          | 6                 | 0                 | 1                 | 0                 | 25       | 2      | 2           | 0          |
| W. Seel          | 34         | 8          | 1           | 0          | 8                 | 1                 | 0                 | 0                 | 42       | 9      | 1           | 0          |
| D. Szymanek      | 12         | 1          | 1           | 0          | 4                 | 2                 | 0                 | 0                 | 16       | 3      | 1           | 0          |
| J. Weikl         | 12         | 1          | 0           | 0          | 3                 | 0                 | 0                 | 0                 | 15       | 1      | 0           | 0          |
| W. Woyke         | 5          | 0          | 0           | 0          | 2                 | 0                 | 0                 | 0                 | 7        | 0      | 0           | 0          |
| G. Zewe          | 33         | 3          | 3           | 0          | 7                 | 1                 | 0                 | 0                 | 40       | 4      | 3           | 0          |
| H. Zimmer        | 16         | 2          | 1           | 0          | 4                 | 0                 | 0                 | 0                 | 20       | 2      | 1           | 0          |
| G. Zimmermann    | 32         | 6          | 5           | 0          | 8                 | 1                 | 1                 | 0                 | 40       | 7      | 6           | 0          |